# Country Boy’s Dream
Country Boy’s Dream — третий альбом американского певца Карла Перкинса, вышедший в 1968 году на лейбле Dollie Records.

## Обзор
В отличие от предыдущих альбомов Перкинса, записанных в стиле рокабилли, данная пластинка наметила поворот к кантри. Альбом не вошёл в американский хит-парад.
Уйдя с лейбла Decca в середине 1960-х, Перкинс находился в поиске своего дальнейшего пути. В это время он обратился к кантри и заключил контракт с фирмой звукозаписи Dollie. В 1966—67 гг. на этом лейбле вышли несколько синглов, не вызвавших никакого интереса; лишь два сингла попали в хит-парад категории «кантри»: «Country Boy’s Dream» (22-е место), и «Shine, Shine, Shine» (40-е место). В 1968 году Dollie Records издали долгоиграющую пластинку «Country Boy’s Dream», включившую данные синглы и новые песни, среди которых кавер-версия «Detroit City», которая в 1967 году была хитом в исполнении Тома Джонса. В 1968 году Перкинс вернулся на свой старый лейбл Columbia Records.

## Список композиций
Сторона А
1. Country Boy’s Dream
2. If I Could Come Back
3. Sweet Misery
4. Stateside
5. Detroit City
6. Unmitigated Gall

Сторона Б
1. Shine, Shine, Shine
2. Dream On Little Dreamer
3. You Can Take The Boy Out Of The Country
4. The Star Of The Show
5. Home
6. Poor Boy Blues

## Альбомные синглы
- Country Boy’s Dream / If I Could Come Back (1966)
- Shine, Shine, Shine / Almost Love (1967)
- Without You / You Can Take the Boy Out of the Country (1967)